# Središnja banka
Središnja banka je središnja monetarna ustanova u nekoj državi koja ima monopol emisije novca i vrijednosnih papira. 
Temeljna zadaća središnje banke je održavanje stabilnosti cijena.
Povijesno je zadaća središnje banke bila da se brine o emisiji tiskanog ("papirnatog") novca te se naročito brinula za otkup državnih vrijednosnica (tj., državnog duga) po stabilnim cijenama, te je bila pod čvrstom kontrolom izvršne vlasti. Nakon uspostave sistema Federalnih rezervi u SAD donošenjem Federal Reserve Act iz 1913. godine, postepeno postaje standard da je središnja banka neovisna od izvršne vlasti, te u većoj mjeri brine o stabilnosti cijena i financijskog sustava (tj. bankarstva i drugih financijskih djelatnosti), a manje o zadovoljavanju potreba državnog proračuna.
Banka za međunarodna poravnanja (BIS) međunarodna je financijska institucija u vlasništvu središnjih banak koja promiče međunarodnu monetarnu i financijsku suradnju i služi kao banka središnjim bankama.

## Povijest
Najstarija banka koja je uspješno ostvarila ulogu središnje banka je bila Amsterdam Wisselbank, koja je osnovana u Nizozemskoj 1609. godine. Ona je naveliko izdavala banknote, te je u Nizozemskoj propisano da svaka transakcija veća od 600 guldena mora biti izvršena u tom sredstvu plaćanja. Umjesto kovanica, većinu bankovnih rezervi (kojima je jamčila otkup banknota) je Amsterdam Wisselbank držala u zlatnim i srebrnim polugama.
Taj nizozemski model se nije osobito brzo širio: kada je 1694. godine u Londonu bila osnovana Bank of England, bila je ona u privatnom vlasništvu te je primarno osnovana radi financiranja državnog duga, jer ni uz visoku kamatu od 8 posto nije bilo moguće prikupiti novac za financiranje dugotrajnog Rata velike alijanse europskih zemalja protiv Francuske (1688. – 1697.): 1.268 bogatih potpisnika je jamčilo svojom privatnom imovinom da će biti plaćeni ratni rashodi, za preuzimanje kojega rizika su računali s visokom zaradom. Bank of England je zapravo funkcionirala s ciljem i na način kako su još od 14. stoljeća u Italiji funkcionirali tzv. Monti di debitto publico, koji su financirali potrebe državica u toj zemlji, osobito u vrijeme ratova i drugih kriza; po čijem uzoru su od od početka 15. stoljeća na području današnje Španjolske nastale tzv. Taulas de canvi. Zahvaljujući svojem ugledu, tijekom 18. stoljeća će Bank of England vrlo postupno preuzimati važne javne funkcije u sve moćnijem i bogatijem Britanskom Carstvu, da bi tek početkom XIX. stoljeća engleski bankar i političar Henry Thornton (1760. – 1815.) svojim napisima i političkim djelovanjem postigao provođenje reformi u kojima je Bank of England preuzela zadaću da ublažava fluktuacije cijena i krize na novčarskom tržištu. Od 1844. godine je u Britanskom carstvu postala Bank of England jedina banka kojoj je bilo dozvoljeno da izdaje banknote, tj. pismena obećanja  "da će se donosiocu ove note isplatiti" određeni iznos funti - što je objektivni začetak tiskanja papirnatog novca (tj. novca koji nema intrinzičnu vrijednost, jer se materijal iz kojega je izrađen ne može - unovčiti).
U Francuskoj osniva John Law 1716. godine Banque Générale, koja ispočetka uspješno financira javni dug, te od 1719. godine dobiva ime Banque Royale: kraljevska banka. Ona već 1720. godine bankrotira, jer je emitirala neumjereno mnogo banknota, koje nisu imale pokrića. U Francuskoj se potom tek 1776. osniva Caisse d'escompte, koja 1783. godine (opet) bankrotira  (nije prestala postojati, nego je objavila da nije u stanju podmirivati svoje obveze) kada kraljevska riznica nije mogla više vraćati dug. Zakonom je određeno da Caisse d'escompte kao glavni kreditor kraljevske riznice ne mora konvertirati svoje banknote u srebrni i zlatni novac, ali posjednici banknota mogu njima plaćati poreze i nitko ne smije odbiti da njegova tražbina umjesto u pravom (srebrnom ili zlatnom) novcu bude podmirena u tim banknotama. Skandal i financijski nered koji je izbio zbog takvog stanja je naposljetku doveo do Francuske revolucije 1789. Napoleon Bonaparte 1800. godine odlučuje osnovati Banque de France, koja financira skupo ratovanje u njegovo vrijeme. Napoleon i njemu bliski francuski bankari (kao i oni u kasnijem razdoblju) spretnije vode državne financije (Napoleon je rasprodavao imovinu pokorenih država, Katoličke Crkve i raznih socijalnih bratovština, širom Europe, a prodao je Napoleon 1803. godine Sjedinjenim Američkim Državama čitavu koloniju Louisianu),te je Banque de France opstala do danas.
U SAD, osnovana je 1791. god Prva banka SAD, sa zadaćom da na bazi zlatnih depozita (rezervi) daje kredite Državi, uz izdavanje banknota. Prva banka SAD je bila osnovana na razdoblje od 20 godina, nakon čijeg proteka je prestala djelovati. Privatne banke su u SAD sada mogle same izdavati banknote, što je dovelo do financijske nestabilnosti u zemlji. Stoga je 1816. godine osnovana Druga banka SAD. Makar je ona djelovala uspješno, odlučeno je da ju se ukine jer "ugrožava američke slobode", nakon čega je od 1837. do 1844. godine zavladala SAD-om ozbiljna ekonomska kriza.
Tijekom 19. stoljeća je sustav središnje banke postupno bivao prihvaćen u raznim zemljama. Nakon što je habsburška Dvorska komora (Hofkammer) od 1759. godine izdavala državne obveznice za financiranje javnog duga  (izvorno, uz kamatu od 5 posto godišnje), a potom su od 1862. godine izdavane u istu svrhu Bancozetteln (banknote), osnovana je 1816. godine Austrijska Narodna Banka (Oesterreichische Nationalbank). Danska dobiva nacionalnu banku 1818., Portugal 1846., Belgija 1850., Španjolska 1856., Osmansko carstvo 1856., Rusija 1860. godine.
Privatni bankari nisu s velikom blagonaklonošću gledali na nacionalizaciju unosnog prerogativa da se izdaju banknote, te je u Švicarskoj uspostavljena nacionalna banka tek 1905. godine, a američki bankari su 1862. godine bili isposlovali da se uspostavi sustav "nacionalnih banaka" s pravom izdavanja američkog dolara - takvih je 1862. godine bilo 66, da bi se njihov broj do 1913. godine povećao na čak 7473. Naposljetku je 1913. godine uspostavljen centralizirani sustav Federalnih rezervi (FED) - koji pod kontrolom privatnih banaka do danas brine o emisiji američkog dolara.
Odnos između Vlade SAD i FED-a je s vremenom postao uzorom odnosa između izvršne vlasti i središnje banke, koja u vodećim zemljama današnjeg svijeta više vodi računa o stabilnosti cijena i poslovanja novčarskog sustava, nego o potrebama financiranja javnih rashoda.  

## Glavne funkcije
Funkcije središnje banke uključuju:
- Izdavanje novčanica
- Devizne funkcije
- Kontroliranje banaka
- Obavljanje poslova za državu
- Ostale funkcije

Središnja banka određuje kakve će novčanice i kovanice biti, od čega će se izrađivati, te koliko će njihova nominalna vrijednost iznositi. Ako se oštete novčanice ili kovanice, bit će prikladno zamijenjene. Većina narodnih banaka nastoji regulirati inflaciju i postići makroekonomsku stabilnost.
Središnja banka jedina ima pravo obavljati velike mjenjačke poslove. Njen je zadatak motrenje deviznog tečaja. Ovisno o državi, središnja banka ima pravo regulirati devizni tečaj. Kontroliranje banaka jedna je od najvažnijih funkcija središnje banke. Središnje banke najčešće propisuju određene zakone koje ostale banke moraju poštovati. Najveći dio obavljanja poslova za državu se odnosi na državni proračun.

## Ostale funkcije
Središnja banka se nalazi kao posrednik u funkciji plaćanja i to čini s novcem, koji je zakonsko sredstvo plaćanja. Tu funkciju mora obavljati jer ostale banke unutar svog sustava sve transakcije obavljaju svojim knjiškim novcem. Središnja banka može izaći na svako tržište kao i svaka drugo poduzeće i kupovati ili prodavati vrijednosne papire. Sve banke su obavezne deponirati određenu svotu novca kod središnje banke. Tim načinom se može utjecati na količinu novca u optjecaju, a samim time i na stanje gospodarstva.
Uglavnom u svim zemljama egzistira samo jedna takva banka, npr. u RH Hrvatska narodna banka (HNB), u EU Europska središnja banka (ECB). No u nekim zemljama ih je više (kao npr. SAD-u i Kanadi), ali su sve banke okupljene oko jedne središnje banke, a zajedno čine FED, sustav federalnih pričuva. 
Budući da središnje banke imaju monopol u emisiji novca, bitno je, s obzirom na razliku između nominalne vrijednosti i cijene njegove izrade, spomenuti seigniorage i naglasiti da one mogu biti i u privatnom vlasništvu. To je, na primjer, slučaj s FED-om i ECB-om.